# Serra de Corbera
La serra de Corbera és una alineació muntanyosa situada entre les comarques valencianes de la Ribera del Xúquer i la Valldigna.

## Particularitats
La serra de Corbera forma, juntament amb la serra de les Agulles i altres serres de menor entitat, una unitat orogràfica que seguix la direcció NO-SE, pròpia del sistema Ibèric al qual pertanyen, tot i restar-ne aïllada al seu extrem sud.
S'estén des d'Alzira (Ribera Alta), fins a Tavernes de la Valldigna (Safor). A la part oest es bifurca en dos alineacions separades per la vall de la Murta, al sud la serra de la Murta i al nord la serra del Cavall Bernat. En la part oriental es troben les majors altituds, amb la Ratlla (626 m), al terme de Favara, com a cim culminant, també destaquen els cims dels Germanells (599 m) i la muntanya de les Creus (539 m) a les portes de Tavernes de la Valldigna. El Cavall Bernat (587 m) culmina la serra del mateix nom, mentre que la de la Murta no presenta altures superiors als 350 m.
La lloma de la Sangonera (501 m) fa d'enllaç entre la serra de Corbera i la de les Agulles formant un massís que pren el mateix nom de serra de Corbera junt a les muntanyes del Realenc, del Convent i de la Valldigna, constituint un anticlinal jurassicocretaci profundament carstificat i parcialment esventrat per la vall d'Aigües Vives, del qual el massís del Mondúber és la continuació, separat, però, per la falla transversal a l'eix, de la Valldigna.
A més d'Alzira i Tavernes, altres poblacions al voltant de la serra són Corbera, Llaurí i Favara.